# Dysuri
Dysuri (av klassisk grekiska δύς, "dålig", "fel", och οὖρον, "urin") är ett medicinskt tillstånd som innebär sveda, obehag eller smärta vid urinering. Det är oftast ett symptom på infektioner i urinblåsan eller urinvägarna eller njurbäckeninflammation. Psykogen dysuri förekommer till exempel vid somatoform autonom dysfunktion.